# Let It Rain (canção)
"Let It Rain" é uma canção gravada pela cantora e compositora inglesa Eliza Doolittle, lançada como o segundo single de seu segundo álbum de estúdio, In Your Hands (2013). A canção foi realizada para download digital no Reino Unido em 11 de outubro de 2013. O videoclipe da faixa foi lançado no YouTube em 1 de setembro de 2013

## Alinhamento de faixas
| Download digital |               |         |  |
| N.º              | Título        | Duração |  |
| 1.               | "Let It Rain" | 3:47    |  |

## Desempenho nas tabelas musicais
| Tabela (2013)                   | Melhor posição |
| ------------------------------- | -------------- |
| Reino Unido - UK Singles Charts | 55             |

## Histórico de lançamento
| País        | Data                  | Gravadora  | Formato          |
| ----------- | --------------------- | ---------- | ---------------- |
| Reino Unido | 7 de setembro de 2012 | Parlophone | Download digital |